# Adversário
Adversário, inimigo, oponente ou rival é a pessoa, criatura ou entidade contra a qual se luta (que ou aquele que se opõe). 
Nem sempre adversário é sinônimo de desafeto. Às vezes, apenas representar a parte contrária em uma disputa, partida ou conflito. Por exemplo, quando se está em uma corrida, todos os outros competidores são seus adversários. Em uma partida de futebol é o time/equipe contra o qual se joga.
A etimologia da palavra "adversário" vem do latim, "que está contra" (em latim: adversarius) já a palavra "inimigo" provém do latim para "amigo ruim" (em latim: inimicus).
Na religião, demônios e outras entidades ditas malignas são caracterizados como inimigos, possivelmente adversários de outros deuses.
Na psicologia e na sociologia, a percepção de um inimigo coletivo tende a aumentar a coesão de um grupo. Por outro lado, a identificação e tratamento de indivíduos não pertencentes ao grupo como inimigos pode ser irracional, e por vezes disfuncional. A esquizofrenia é caracterizada pela crença irracional de que outras pessoas, desde familiares a celebridades, são inimigos pessoais em uma missão para prejudicar ou machucar o indivíduo.